# Des fleurs pour Algernon
Des fleurs pour Algernon (titre original : Flowers for Algernon) est un roman de science-fiction de Daniel Keyes, publié en 1966.
Algernon est une souris de laboratoire qui a subi une intervention chirurgicale pour augmenter son intelligence. L'histoire est rapportée par une série de comptes-rendus rédigés par Charlie Gordon, un apprenti boulanger porteur d'un handicap mental et qui s'apprête à être opéré à son tour.
Le roman obtient le prix Nebula du meilleur roman 1966, l'année de sa parution.

## Historique de la publication
Le roman Des fleurs pour Algernon est publié en 1966. Auparavant, Daniel Keyes avait écrit une nouvelle du même titre, publiée en avril 1959 dans The Magazine of Fantasy & Science Fiction no 95 et qui remporta le prix Hugo de la meilleure nouvelle courte en 1960. Cette nouvelle a été traduite en français et reprise dans le recueil Histoires de surhommes, publié en 1984.
La nouvelle et le roman partagent de nombreux points communs, mais le roman développe considérablement l'état émotionnel du personnage de Charlie Gordon, ainsi que son intelligence, ses souvenirs d'enfance et sa relation avec sa famille. Les deux sont présentés comme une série d'entrées de journal intime (des « rapports d'étape ») écrites par le protagoniste, Charlie Gordon.

## Résumé
Charlie Gordon, un homme âgé de 32 ans qui souffre de retard mental, travaille comme apprenti-boulanger. L'oncle de Charlie, qui s'occupait de lui avant sa mort, avait pris des dispositions pour qu'il occupe un poste de boulanger afin de ne pas avoir à vivre dans un établissement spécialisé. Parallèlement à son travail, Charlie suit des cours de lecture et d'écriture à l'université Beekman (Beekman College Center for Retarded Adults), dans la classe de Miss Alice Kinnian.
Malgré son retard mental, Charlie est l'un des rares élèves de Miss Kinnian à faire de réels efforts pour progresser, même si ses progrès restent modestes. À son travail à la boulangerie, il est souvent (sans s'en rendre compte) l'objet de railleries de la part de certains de ses collègues de travail qui profitent de son retard mental.
Un jour, le docteur Strauss et le professeur Nemur, deux scientifiques de l'institut Beekman, proposent à Charlie de lui faire subir une opération au cerveau visant à améliorer ses facultés intellectuelles. Ayant déjà effectué cette opération sur une souris de laboratoire nommée Algernon, ce qui a entraîné chez l'animal des progrès cognitifs spectaculaires, les deux chercheurs pensent maintenant être prêts à tenter l'opération sur un être humain. Grâce à la recommandation de Miss Kinnian, qui souligne la motivation de Charlie à vouloir s'améliorer malgré son handicap, Strauss et Nemur décident de tenter l'opération sur lui, le préférant à d'autres personnes plus intelligentes qu'ils avaient auparavant envisagées. Charlie est peu après opéré.
Dans le cadre de son suivi psychologique, Charlie est incité, quelques jours avant l'opération, à commencer de rédiger son journal intime sous la forme de comptes-rendus journaliers, et de poursuivre après l'opération. Il doit aussi régulièrement effectuer des tests psychologiques pour évaluer ses facultés mentales, notamment un test de Rorschach. Son ancienne professeure, Miss Kinnian, l'accompagne dans son évolution.
Dans les semaines qui suivent l'opération, Charlie progresse intellectuellement de manière très rapide. En peu de temps, il accumule les connaissances dans de nombreux domaines et maîtrise plusieurs langues étrangères. Cependant, il a toujours beaucoup de mal à lier des relations humaines normales avec les autres ; il se dispute avec Nemur et Strauss et rompt avec Miss Kinnian, avec laquelle il avait entamé une histoire d'amour. Par ailleurs, ses collègues à la boulangerie qui, auparavant, s’amusaient à ses dépens, le craignent désormais. Lui reprochant son intelligence accrue qu'ils ne comprennent pas, ils persuadent le patron de la boulangerie de le renvoyer.
La source du problème de Charlie est sa maturité affective insuffisante, celle-ci n'ayant pas suivi l'essor de sa nouvelle intelligence. Il est aussi obsédé par la compréhension de sa vie antérieure, celle du Charlie Gordon attardé mental. Cela le conduira à revivre en pleine conscience les scènes les plus traumatisantes de son enfance, notamment les souvenirs au sujet de sa mère qui n'a jamais accepté son handicap, ceux sur ses relations avec son père et sa sœur, et certaines scènes où des personnes profitaient de son retard.
Mais un jour, la souris Algernon donne des signes inquiétants de dégénérescence mentale. Elle finit par mourir. Charlie, qui vit reclus dans un appartement avec la souris, sait fort bien que son sort est lié à celui d'Algernon. Il comprend qu'il va lui aussi régresser, aussi vite que son développement intellectuel a été rapide. Il s'empresse alors de reprendre les travaux scientifiques de Nemur et Strauss afin de trouver la faille expliquant l'origine de cette dégénérescence. Il réussit et rédige un rapport érudit en ce sens.
Peu de temps après, Charlie sombre lentement mais inexorablement dans l'instabilité mentale de ses débuts. Malgré sa régression, il se souvient d'avoir été un génie. Incapable de supporter l’idée d’être pris en pitié par ses amis et collègues (il avait été réintégré à la boulangerie après avoir perdu ses capacités), Charlie finit par se résoudre à aller vivre à l'asile Warren, un endroit qu'il redoutait tant depuis son enfance, laissant « l'autre » Charlie reprendre possession de son corps. Dans un dernier post-scriptum de son journal, il demande que quelqu'un aille mettre des fleurs sur la tombe d'Algernon, enterrée dans l'arrière-cour de son ancienne résidence.

## Style
Le roman et la nouvelle sont tous deux écrits dans un style épistolaire, rassemblant les « rapports d'étape » (les comptes-rendus) personnels de Charlie, débutant quelques jours avant l'opération jusqu'à sa régression finale.
Initialement, les comptes-rendus de Charlie sont remplis d’erreurs d’orthographe et de phrases construites maladroitement. À la suite de l’opération, toutefois, ses rapports commencent à montrer des améliorations notables en orthographe, grammaire, ponctuation et diction, indiquant l'augmentation de l'intelligence de Charlie,. Vers la fin du roman, la régression mentale de Charlie est montrée (en) par la perte de ces compétences.

## Thèmes
Les thèmes importants des Fleurs pour Algernon incluent le traitement des personnes souffrant de handicap mental,, l'impact sur le bonheur d'un conflit entre intellect et émotion, et comment les évènements du passé peuvent influencer une personne plus tard dans la vie.
Le roman est aussi un exemple d’histoire qui intègre le thème de science-fiction de l'« élévation » (provolution).

## Critique
Dans son Histoire de la science-fiction moderne, l'écrivain et directeur de collection Jacques Sadoul déclare à propos de ce roman : 

« C'est là une œuvre d'une poignante beauté, un récit humain et désespéré. »

## Un classique de la science-fiction
Des fleurs pour Algernon est considéré comme un classique de la science-fiction dans les ouvrages de référence suivants : 
- Jacques Sadoul, Anthologie de la littérature de science-fiction, Ramsay, 1981
- Lorris Murail, Les Maîtres de la science-fiction, Bordas, coll. « Compacts », 1993
- Stan Barets, Le science-fictionnaire, Éditions Denoël, coll. « Présence du futur », 1994
- Isaac Asimov, Moi, Asimov, Éditions Denoël, coll. « Folio SF », 2004

## Adaptations

### Cinéma
- Charly (1968), film de Ralph Nelson.
- Shirley ou le protocole Algernon (2017), court-métrage français réalisé dans le cadre d'un projet de l'éducation nationale. Cette adaptation replace l'œuvre de Keyes dans le cadre scolaire, en y associant des thématiques de droit à la différence et de maltraitance infantile[10].

### Télévision
- The Two Worlds of Charlie Gordon (1961), téléfilm américain de Fielder Cook, avec Cliff Robertson (nomination aux Emmy Awards pour cette interprétation)[11].
- Flowers for Algernon (en) (2000), téléfilm américain de Jeff Bleckner, avec Matthew Modine.
- Des fleurs pour Algernon (2006), téléfilm franco-suisse de David Delrieux avec Julien Boisselier, Hélène de Fougerolles et Marianne Basler dans les rôles principaux. L'opération neurochirurgicale est remplacée par une nouvelle molécule stimulant les astrocytes et nécessitant des doses de plus en plus élevées. Charles, voyant Algernon régresser, tue la souris lui-même et arrête le traitement de son plein gré.
- Des fleurs pour Algernon (2013), téléfilm français d'Yves Angelo avec Grégory Gadebois.
- Algernon Ni Hanataba Wo (2015), drame japonais avec Yamashita Tomohisa et Omosa Aya, diffusé sur la chaîne japonaise TBS[12].

### Théâtre
- Des fleurs pour Algernon, pièce interprétée par Grégory Gadebois, mise en scène par Anne Kessler, au studio des Champs Élysées en 2012. Prix du meilleur comédien et du meilleur spectacle privé au Palmarès du théâtre 2013. Jouée en 2020[13] et en 2025 au théâtre du Petit-Saint-Martin.
- Nawarat lel Jardhoun... نوارات للجرذون, pièce tunisienne de, et avec Abdelmonem Chouayet et Selma Boukef, produite en 2017. Cette lecture de la pièce est originale car elle traite en priorité la relation Algernon-Charlie en montrant l'évolution des deux personnages, notamment au niveau de la danse[14].

### Radio
- Des fleurs pour Algernon, récit radiophonique adapté de la nouvelle de Daniel Keyes, lu par Michel Vitold et radiodiffusé en France[Où ?] le 6 mars 1966. Dans cette adaptation, Vitold réussit, par la modification progressive puis régressive de sa voix et de sa diction, à dépeindre l'évolution mentale de Charlie Gordon.

### Danse
- Holeulone (2006), chorégraphie de Karine Ponties. Prix du meilleur spectacle de danse décerné par le jury du Prix de la Critique de la Communauté française de Belgique[15],[16].

### Livre audio
La nouvelle est disponible en livre audio aux éditions Audiolib, lue par Grégory Gadebois.